# زمین‌لرزه ۱۹۸۴ اتاکی
زمین‌لرزه اتاکی  در تاریخ ۱۳ سپتامبر ۱۹۸۴ میلادی، برابر با ‎۲۲ شهریور ۱۳۶۳، ساعت ۲۳:۴۸:۴۹ به زمان یوتی‌سی در ژاپن، منطقه اتاکی رخ داد. ژرفای این زلزله ۱٫۱ کیلومتر بود، و بزرگی آن ۶٫۲ در مقیاس Mw اعلام شده‌است. زمین‌لرزه به وقت محلی در روز جمعه، ساعت ۸ روی داده و منطقه زمانی آن یوتی‌سی +۹ بوده‌است .
سازمان زمین‌شناسی آمریکا نیز رومرکز این زمین‌لرزه را در مختصات ۳۵°۴۷′۲۰″شمالی ۱۳۷°۲۹′۱۷″شرقی / ۳۵٫۷۸۹°شمالی ۱۳۷٫۴۸۸°شرقی و ژرفای آن را در ۱۰ کیلومتر گزارش کرده‌است. بزرگی برگزیدهٔ این سازمان از میان بزرگی‌های محاسبه‌شدهٔ مختلف ۶٫۳ در مقیاس MS بوده و از دید اثر، در میان چهار دسته‌بندی «نامحسوس»، «محسوس»، «زیان‌آور» یا «با تلفات»، زلزله را «با تلفات» اعلام کرده‌است.رانش زمین در آن به وجود آمده‌است.
پروژهٔ «تنسور گشتاور مرکزوار» زاویه‌های (راستا، شیب، ریک) گسل سازندهٔ زمین‌لرزه و صفحه عمود بر آن را (°۳۴۰، °۷۳، °۱۴) یا (°۲۴۶، °۷۷، °۱۶۲) و نوع گسل را «امتدادلغز» فرارسانده‌است.
شمار کشتگان زلزله حدود ۲۴ نفر بوده‌است.تعداد زخمیان ۱۰ نفر برآورده شده‌است.